# IC 3620
IC 3620 ist eine Spiralgalaxie vom Hubble-Typ Sbc? im Sternbild Coma Berenices am Nordsternhimmel. Sie ist schätzungsweise 289 Millionen Lichtjahre von der Milchstraße entfernt.
Das Objekt wurde am 1. Mai 1894 von Isaac Roberts entdeckt.